# Olympische Sommerspiele 1928/Teilnehmer (Türkei)
| Gelbes Symbol für Goldmedaillen mit stilisierten Olympischen Ringen | Graues Symbol für Silbermedaillen mit stilisierten Olympischen Ringen | Braundes Symbol für Bronzemedaillen mit stilisierten Olympischen Ringen |
| ------------------------------------------------------------------- | --------------------------------------------------------------------- | ----------------------------------------------------------------------- |
| —                                                                   | —                                                                     | —                                                                       |

Die Türkei nahm an den Olympischen Sommerspielen 1928 in Amsterdam, Niederlande, mit einer Delegation von 31 Sportlern (allesamt Männer) teil.

## Teilnehmer nach Sportarten

### Fechten
- Muhuttin Okyavuz
Säbel, Einzel: Vorrunde
Säbel, Mannschaft: 7. Platz

- Fuat Balkan
Säbel, Mannschaft: 7. Platz

- Nami Yayak
Säbel, Einzel: Vorrunde
Säbel, Mannschaft: 7. Platz

- Enver Balkan
Säbel, Einzel: Vorrunde
Säbel, Mannschaft: 7. Platz

### Fußball
- Herrenteam
9. Platz

- Kader
Nihat Bekdik
Kadri Göktulga
Alaattin Baydar
Burhan Atak
Bekir Rafet
Cevat Seyit
Zeki Rıza Sporel
İsmet Uluğ
Mehmet Leblebi
Muslihittin Peykoğlu
Ulvi Yenal
Trainer: Béla Tóth

### Gewichtheben
- Cemal Erçman
Federgewicht: 8. Platz

### Leichtathletik
- Şinasi Şahingiray
100 Meter: Vorläufe
4 × 100 Meter: Vorläufe

- Mehmet Ali Aybar
100 Meter: Vorläufe
4 × 100 Meter: Vorläufe

- Semih Türkdoğan
100 Meter: Vorläufe
4 × 100 Meter: Vorläufe

- Ömer Besim Koşalay
800 Meter: Vorläufe

- Haydar Aşan
4 × 100 Meter: Vorläufe
Hochsprung: 28. Platz in der Qualifikation

### Radsport
- Cavit Cav
Sprint: 2. Runde
4000 Meter Mannschaftsverfolgung: 9. Platz

- Galip Cav
1000 Meter Zeitfahren: 16. Platz
4000 Meter Mannschaftsverfolgung: 9. Platz

- Yunus Nüzhet Unat
4000 Meter Mannschaftsverfolgung: 9. Platz

- Tacettin Öztürkmen
4000 Meter Mannschaftsverfolgung: 9. Platz

### Ringen
- Burhan Conkeroğlu
Bantamgewicht, griechisch-römisch: 14. Platz

- Saim Arıkan
Federgewicht, griechisch-römisch: 6. Platz

- Tayyar Yalaz
Leichtgewicht, griechisch-römisch: 4. Platz

- Nurettin Baytorun
Mittelgewicht, griechisch-römisch: 7. Platz

- A. Şefik
Leichtschwergewicht, griechisch-römisch: 14. Platz

- Mehmet Çoban
Schwergewicht, griechisch-römisch: 7. Platz